# アーバンシック
アーバンシック（欧字名:Urban Chic、2021年3月16日 - ）は、日本の競走馬。主な勝ち鞍は2024年の菊花賞、セントライト記念。
馬名の由来は、洗練された。母名より連想。

## 戦績

### 2歳（2023年）
2023年8月13日、札幌競馬場第5レースの2歳新馬戦（芝1800m）で、横山武史を背にデビュー。中団から直線で鋭く伸びて、デビュー戦での初勝利を飾った。次走の百日草特別も直線一気の末脚で差し切り勝ちを収め、デビュー2連勝を果たした。

### 3歳（2024年）
重賞初挑戦となる1月14日の京成杯より始動。上がり最速33秒9の脚を繰り出すも、勝負所で内にもたれるロスを最後まで取り戻せず、後のダービー馬であるダノンデサイルの2着に惜敗。デビューからの連勝もストップした。GI初挑戦の皐月賞は最後に伸びて4着、東京優駿は自慢の末脚が不発に終わり、11着に大敗した。

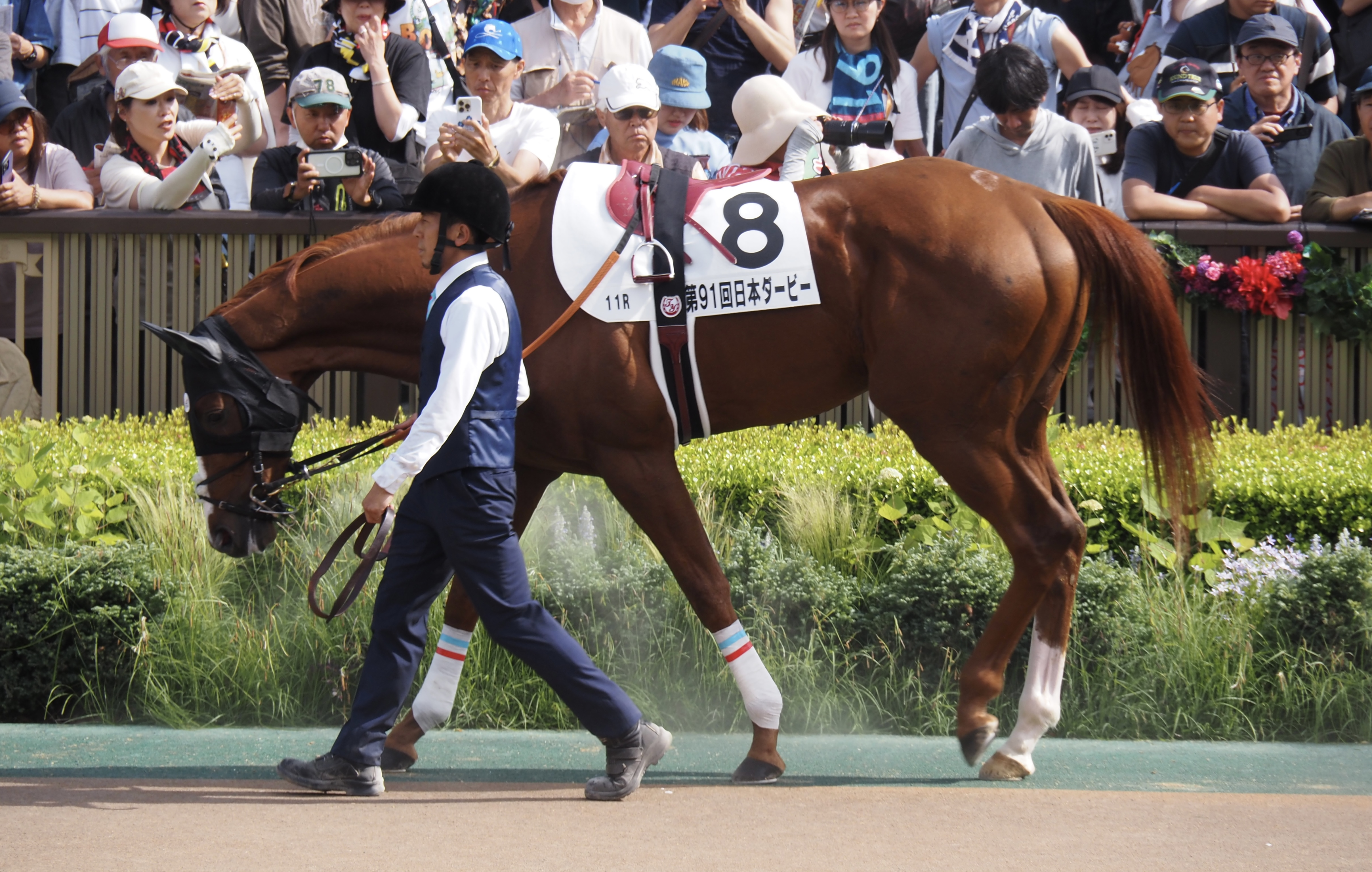
第91回東京優駿パドック

夏は休養に充て、秋のセントライト記念で復帰。中団の内側からじわじわと位置を上げ、直線コースで圧巻の切れ味を発揮。差し切りを決め、11着に大敗した前走から巻き返しの重賞初制覇を飾った。
10月20日の菊花賞では、中団から先団に取りつくと最後の直線で後続勢を突き放して優勝。初のGIタイトルを獲得した。グレード制以降、セントライト記念優勝馬の菊花賞制覇は史上3頭目。また同レースで担当の郡司誠厩務員がベストターンドアウト賞を受賞。
12月22日の有馬記念では1番人気で迎えたが、スタートで出遅れて馬群に取り残される。それでもすぐに巻き返して後方のインにつけたが、スローペースが響いて裏目に出る形となり、再び位置取りを下げて直線勝負に賭けたものの伸びを欠き6着に終わった。

## 競走成績
以下の内容は、netkeiba.comおよびJBISサーチの情報に基づく。
| 競走日     | 競馬場 | 競走名           | 格   | 距離（馬場）  | 頭 数 | 枠 番 | 馬 番 | オッズ （人気） | 着順 | タイム （上り3F） | 着差 | 騎手        | 斤量 [kg] | 1着馬（2着馬）         | 馬体重 [kg] |
| ---------- | ------ | ---------------- | ---- | ------------- | ----- | ----- | ----- | --------------- | ---- | ----------------- | ---- | ----------- | --------- | ---------------------- | ----------- |
| 2023.08.13 | 札幌   | 2歳新馬          |      | 芝1800m（良） | 10    | 6     | 6     | 002.30（1人）   | 01着 | R1:53.1（34.2）   | -0.0 | 0横山武史   | 55        | （ヴィクトリアドール） | 512         |
| 0000.11.05 | 東京   | 百日草特別       | 1勝  | 芝2000m（良） | 9     | 4     | 4     | 004.10（3人）   | 01着 | R1:59.4（33.2）   | -0.1 | 0横山武史   | 56        | （マーゴットソラーレ） | 512         |
| 2024.01.14 | 中山   | 京成杯           | GIII | 芝2000m（良） | 14    | 4     | 6     | 003.00（2人）   | 02着 | R2:00.6（33.9）   | -0.1 | 0横山武史   | 57        | ダノンデサイル         | 516         |
| 0000.04.14 | 中山   | 皐月賞           | GI   | 芝2000m（良） | 17    | 5     | 9     | 014.20（6人）   | 04着 | R1:57.5（34.1）   | -0.4 | 0横山武史   | 57        | ジャスティンミラノ     | 510         |
| 0000.05.26 | 東京   | 東京優駿         | GI   | 芝2400m（良） | 17    | 4     | 8     | 008.30（4人）   | 11着 | R2:25.4（33.5）   | -1.1 | 0横山武史   | 57        | ダノンデサイル         | 512         |
| 0000.09.16 | 中山   | セントライト記念 | GII  | 芝2200m（良） | 17    | 1     | 1     | 003.10（2人）   | 01着 | R2:11.6（34.0）   | -0.3 | 0C.ルメール | 57        | （コスモキュランダ）   | 510         |
| 0000.10.20 | 京都   | 菊花賞           | GI   | 芝3000m（良） | 18    | 7     | 13    | 003.70（2人）   | 01着 | R3:04.1（35.6）   | -0.4 | 0C.ルメール | 57        | （ヘデントール）       | 510         |
| 0000.12.22 | 中山   | 有馬記念         | GI   | 芝2500m（良） | 15    | 2     | 3     | 002.80（1人）   | 06着 | R2:32.3（35.1）   | -0.5 | 0C.ルメール | 56        | レガレイラ             | 516         |
| 2025.03.29 | 中山   | 日経賞           | GII  | 芝2500m（稍） | 15    | 4     | 7     | 001.70（1人）   | 03着 | R2:36.2（36.6）   | -0.1 | 0C.ルメール | 58        | マイネルエンペラー     | 514         |
| 0000.06.15 | 阪神   | 宝塚記念         | GI   | 芝2200m（稍） | 17    | 7     | 13    | 010.60（6人）   | 14着 | R2:13.5（37.3）   | -2.4 | 0C.ルメール | 58        | メイショウタバル       | 512         |

- 競走成績は2025年6月15日現在

## 血統表
| アーバンシックの血統            | アーバンシックの血統                             | アーバンシックの血統                             | （血統表の出典）                                 | （血統表の出典）    |
| 父系                            | サンデーサイレンス系（ヘイロー系）               | サンデーサイレンス系（ヘイロー系）               | サンデーサイレンス系（ヘイロー系）               | [ § 2 ]             |
| 父 スワーヴリチャード 栗毛 2014 | 父の父ハーツクライ 鹿毛 2001                     | *サンデーサイレンス                              | Halo                                             | Halo                |
| 父 スワーヴリチャード 栗毛 2014 | 父の父ハーツクライ 鹿毛 2001                     | *サンデーサイレンス                              | Wishing Well                                     |                     |
| 父 スワーヴリチャード 栗毛 2014 | 父の父ハーツクライ 鹿毛 2001                     | アイリッシュダンス                               | *トニービン                                      | *トニービン         |
| 父 スワーヴリチャード 栗毛 2014 | 父の父ハーツクライ 鹿毛 2001                     | アイリッシュダンス                               | *ビューパーダンス                                |                     |
| 父 スワーヴリチャード 栗毛 2014 | 父の母*ピラミマ 黒鹿毛 2005                      | Unbridled's Song                                 | Unbridled                                        | Unbridled           |
| 父 スワーヴリチャード 栗毛 2014 | 父の母*ピラミマ 黒鹿毛 2005                      | Unbridled's Song                                 | Trolley Song                                     |                     |
| 父 スワーヴリチャード 栗毛 2014 | 父の母*ピラミマ 黒鹿毛 2005                      | *キャリアコレクション                            | General Meeting                                  | General Meeting     |
| 父 スワーヴリチャード 栗毛 2014 | 父の母*ピラミマ 黒鹿毛 2005                      | *キャリアコレクション                            | River of Stars                                   |                     |
| 母 エッジースタイル 栗毛 2013   | 母の父*ハービンジャー 鹿毛 2006                  | Dansili                                          | *デインヒル                                      | *デインヒル         |
| 母 エッジースタイル 栗毛 2013   | 母の父*ハービンジャー 鹿毛 2006                  | Dansili                                          | Hasili                                           |                     |
| 母 エッジースタイル 栗毛 2013   | 母の父*ハービンジャー 鹿毛 2006                  | Penang Pearl                                     | Bering                                           | Bering              |
| 母 エッジースタイル 栗毛 2013   | 母の父*ハービンジャー 鹿毛 2006                  | Penang Pearl                                     | Guapa                                            |                     |
| 母 エッジースタイル 栗毛 2013   | 母の母ランズエッジ 鹿毛 2006                     | ダンスインザダーク                               | *サンデーサイレンス                              | *サンデーサイレンス |
| 母 エッジースタイル 栗毛 2013   | 母の母ランズエッジ 鹿毛 2006                     | ダンスインザダーク                               | *ダンシングキイ                                  |                     |
| 母 エッジースタイル 栗毛 2013   | 母の母ランズエッジ 鹿毛 2006                     | *ウインドインハーヘア                            | Alzao                                            | Alzao               |
| 母 エッジースタイル 栗毛 2013   | 母の母ランズエッジ 鹿毛 2006                     | *ウインドインハーヘア                            | Burghclere                                       |                     |
| 母系(F-No.)                     | (FN:2-f)                                         | (FN:2-f)                                         | (FN:2-f)                                         | [ § 3 ]             |
| 5代内の近親交配                 | サンデーサイレンス 3×4=18.75%、Lyphard 5×5=6.25% | サンデーサイレンス 3×4=18.75%、Lyphard 5×5=6.25% | サンデーサイレンス 3×4=18.75%、Lyphard 5×5=6.25% | [ § 4 ]             |
| 出典                            | 1. 2. 3. 4.                                      | 1. 2. 3. 4.                                      | 1. 2. 3. 4.                                      | 1. 2. 3. 4.         |

- 従兄弟にレガレイラ（父スワーヴリチャード、ホープフルステークス、有馬記念）、ステレンボッシュ（父エピファネイア、桜花賞）。
- 祖母ランズエッジの半兄にブラックタイド（スプリングステークス）、ディープインパクト（牡馬三冠などGI7勝）。
- 3代母ウインドインハーヘアは独G1アラルポカル勝ち馬。
- 5代母HighclereはG1仏オークス、英1000ギニー勝ち馬。
- そのほかの近親はハイクレア一族を参照。